# Luis Zarallo
Luis Zarallo Cortés (Calañas, Huelva, 1940) es un médico pediatra español, que fue senador en la candidatura del Partido Socialista Obrero Español (PSOE) por la circunscripción electoral de Badajoz.

## Biografía
Cursó los estudios de Medicina en la Universidad de Sevilla, especializándose en pediatría de la mano del catedrático Manuel Suárez Perdiguero. Comenzó trabajando en el hospital de La Macarena hispalense, donde conoció a quien sería su mujer. Poco después se trasladó a Badajoz cuando le convocaron a participar en crear la unidad pediátrica del hospital Materno-Infantil, donde ha trabajado hasta su jubilación. En la ciudad pacense ha sido jefe del servicio de pediatría del hospital y profesor asociado en la Facultad de Medicina de la Universidad de Extremadura. En 2010 fue reconocido con la Medalla de Oro al Mérito en el Trabajo.
En el ámbito político, fue senador por el PSOE en la cuarta y quinta legislatura, donde fue Secretario primero de la Comisión de Sanidad y ponente en la Ley del Medicamento.